# Harakat ul-Mujahidin
Pour les articles homonymes, voir HUA.
Harakat ul-Mujahidin (ourdou : حرکت المجاہدین الاسلامی, Mouvement des compagnons du Prophète, jusqu'en 1998 Harakat-ul-Ansar) est un groupe armé islamiste pakistanais apparu au début des années 1990.
L'organisation est placée sur la liste officielle des organisations terroristes du Canada, des États-Unis (depuis 1998, cause du changement de nom en Harakat ul-Mujahidin), de l'Australie, du Royaume-Uni et de l'Inde. Elle est considérée par l'ONU comme proche d'Al-Qaïda et à ce titre sanctionnée par le Conseil de sécurité des Nations unies.

## Historique
Né en 1991 au Penjab d'une scission d'Harkat-ul-Jihad-al-Islami mené par Fazlur Rehman Khalil et Maulana Masood Azhar, le groupe agit pour la première fois le 6 juin 1994 en enlevant 5 touristes britanniques au Cachemire indien. Composé d'Afghans, de Pakistanais et d'Arabes, le groupe participe à des actions armées au niveau international (Birmanie, Bosnie, Philippines, Tadjikistan et Tchétchénie) bien qu'agissant principalement au Cachemire.
À la suite de l'arrestation en 1994 de Masood Azhar par l'Inde, l'organisation détourne vers l'Afghanistan un avion d'Indian Airlines avec 189 otages le 24 décembre 1999. Les cinq pirates de l'air réclament la libération de Masood Azhar puis celle de 36 autres prisonniers et 200 millions de dollars,. Masood Azhar est libéré. En 2000, il crée le Jaish-e-Mohammed.
L'Inter-Services Intelligence, les services secrets pakistanais, est soupçonné de soutenir l'organisation.